# Piano for the Third Ear
Piano for the Third Ear is een studioalbum van Cyrille Verdeaux. De titel is een allusie. Het album is gewijd aan Ajna, het zesde chakra, ook wel het Derde Oog genoemd. Verdeaux vond dit album een muzikaal zelfportret, terugdenkend aan zijn muzikale opleiding, maar ook aan de Franse impressionisten als Claude Debussy en Erik Satie. De muziek ligt op de rand tussen die stijl en de new agemuziek. Het album werd oorspronkelijk uitgegeven in 1983. Bij de heruitgave in 2001 werden stukken toegevoegd. Het meeste materiaal is opgenomen in de Robert Irving Productions-studio.

## Musici
- Cyrille Verdeaux – piano

## Muziek
Alle door Verdeaux

| Nr. | Titel                        | Duur |
| --- | ---------------------------- | ---- |
| 1.  | Crsytal deam                 | 3:48 |
| 2.  | Joy and pain                 | 2:59 |
| 3.  | Astral journey               | 9:23 |
| 4.  | Remember Jonathan            | 5:06 |
| 5.  | Danse Angelique              | 5:57 |
| 6.  | Remembrance                  | 5:48 |
| 7.  | Toulouse-Lautrec’s lament    | 5:29 |
| 8.  | Piano for the third ear      | 3:45 |
| 9.  | La cheminée                  | 3:19 |
| 10. | Raga: Opening the eye (live) | 5:39 |
| 11. | Sacred mirrors               | 4:39 |
| 12. | Nymphens (for Claude Monet)  | 3:10 |
| 13. | Ajna                         | 2:05 |
| 14. | Crystal dream (reprise)      | 2:50 |

Chakra 1: Ethnicolor's ·
Chakra 2: Journey to Tantraland ·
Chakra 3: Solar Transfusion ·
Chakra 4: Flowers from Heaven ·
Chakra 5: Rhapsodies pour la planète bleue ·
Chakra 6: Piano for the Third Ear ·
Chakra 7: Nocturnes digitales